# Масютівка
Масю́тівка — село в Україні, у Дворічанській селищній громаді Куп'янського району Харківської області. Населення становить кілька осіб. До 2020 орган місцевого самоврядування — Вільшанська сільська рада.

## Географія
Село Масютівка знаходиться на лівому березі річки Оскіл, нижче місця впадання в неї річки Вільшана. Біля села річка Оскіл утворює великий лиман з назвою озеро Біле.
Село має вигляд кількох хат, розкиданих у великому лісовому масиві (сосна). Поруч проходить залізниця, на якій на відстані 2 км розташована залізнична станція Мовчанове.

## Історія
1785 — дата першої згадки[джерело?].

Масютівка як безіменний хутір на плані 1785 року

7 (20) листопада 1917 року, відповідно до.Третього Універсалу Української Центральної Ради, увійшло до складу Української Народної Республіки.
Коли поруч із селом будували аміакопровід, частину людей виселили[джерело?]. Станом на 2001 рік у селі проживало 22 особи. Зараз в селі залишилось три садиби, у двох проживають мешканці[джерело?].
12 червня 2020 року, відповідно до Розпорядження Кабінету Міністрів України № 725-р «Про визначення адміністративних центрів та затвердження територій територіальних громад Харківської області», увійшло до складу Дворічанської селищної громади.
19 липня 2020 року, в результаті адміністративно-територіальної реформи та ліквідації Дворічанського району, село увійшло до складу Куп'янського району Харківської області.
Село тимчасово окуповане російськими військами 24 лютого 2022 року, звільнене 21 листопада 2022 року, та знову окуповане 16 травня 2023 року.

## Екологія
- Поруч з селом проходить аміакопровід.